# Підставне тіло
Підставне тіло (англ. Body Double) — американський трилер 1984 року режисера Браяна Де Пальми.

## Сюжет
Актор Джейк повертається додому після зйомок фільму й виявляє свою подружку з іншим чоловіком. Джейк йде в бар де зустрічає знайомого Френка. Той пропонує Джеку пожити у нього, поки він буде у від'їзді. Френк розповідає, що у будинку навпроти живе красуня Глорія, яка щовечора роздягається біля вікна. Одного з вечорів Джейк бачить, як Глорію вбивають. Він починає власне розслідування, не підозрюючи, що став маріонеткою у кримінальній грі.

## У ролях
| Актор               | Роль                 |
| ------------------- | -------------------- |
| Крейг Воссон        | Джейк Скаллі         |
| Мелані Гріффіт      | Голлі                |
| Грегг Генрі         | Сем Бушар            |
| Дебора Шелтон       | Глорія Ревелл        |
| Гай Бойд            | детектив Джим Маклін |
| Денніс Франц        | режисер Рубін        |
| Девід Гаскелл       | учитель Вілл         |
| Ребекка Стенлі      | Кімберлі Гесс        |
| Ел Ізраел           | режисер Корсо        |
| Дуглас Ворхіт       | продавець відео      |
| Б.Дж. Джонс         | Дуглас               |
| Расс Марін          | Френк                |
| Лейн Девіс          | Біллі                |
| Барбара Кремптон    | Керол                |
| Ларрі Флеш Дженкінс | помічник режисера    |
| Монте Лендіс        | Сід Голдберг         |
| Лінда Шоу           | Лінда Шоу            |
| Мінді Міллер        | дублер               |
| Деніз Лавдей        | актриса              |
| Гела Неш            | секретар Корсо       |

## Цікаві факти
- Спочатку Браян Де Пальма планував, що це буде перший голлівудський фільм з епізодами реального, а не імітованого сексу. Студія цю ідею не підтримала.
- Спочатку на роль Голлі Боді була затверджена порнозірка Аннетт Гейвен. Однак після того як боси студії Columbia Pictures побачили, в якого роду фільмах вона знімається, вони вирішили замінити її на Мелані Гріффіт.
- Коли кінопродюсер запитує Джейка Скаллі, в яких фільмах він знімався, той відповідає: «Я знімався в „Сімейці Гартів“, це було непогано». Крейг Воссон, який грає Джейка Скаллі, дійсно знімався в однойменному серіалі в пілотному епізоді.
- У квартирі майбутньої екс-подруги можна помітити на стіні постер класичного фільму Віктора Флемінга «Чарівник країни Оз» (1939) із зображенням Залізного Дроворуба.
- В одній зі сцен Джейк Скаллі дивиться по телевізору кліп групи Vivabeat — «The House Is Burning (But There's No One Home»).
- Фільм рясніє алюзіями на фільм «Запаморочення» (1958) Гічкока — сюжетними: ідея з підставним свідком, двійником жертви, сцена стеження за головною героїнею; візуальними — круговий обхід камери в сцені поцілунку героїв на пляжі, зміна кольору волосся Глорії.